# Paul Doumer
Paul Doumer, tên gọi đầy đủ Joseph Athanase Doumer (sinh ngày 22 tháng 3 năm 1857 tại Aurillac, Cantal, mất ngày 7 tháng 5 năm 1932 tại Paris) là một chính trị gia người Pháp. Ông là Toàn quyền Đông Dương từ năm 1897 đến năm 1902 và Tổng thống Pháp từ năm 1931 đến năm 1932.

## Tiểu sử
Paul Doumer xuất thân từ một gia đình lao động, bố làm công nhân xe lửa. Năm 12 tuổi, ông đã phải đi kiếm sống, làm thợ khắc, sau đó vào học trường dạy nghề. Chàng thanh niên Paul là người có nghị lực. Năm 20 tuổi, ông đỗ bằng cử nhân toán học, năm sau lấy tiếp bằng cử nhân luật, trở thành chuyên gia tài chính. Sau một thời gian ngắn dạy học, ông ra làm báo, gia nhập Đảng cấp tiến Pháp và được bầu làm Nghị sĩ của đảng này. Từ đó bước vào chính trường.
Từ người viết báo trở thành Nghị sĩ nhờ quan điểm chính trị cấp tiến, Paul Doumer bắt đầu có quan hệ chặt chẽ với các tập đoàn tài chính - công nghiệp, ông từng là thành viên Hội đồng quản trị Tổng công ty Điện lực CGE. Tham gia chính phủ, ông chuyển lập trường sang phái hữu, tuy trên danh nghĩa không rời bỏ Đảng cấp tiến. Năm 1895, làm Bộ trưởng tài chính, Paul Doumer ban hành thuế thu nhập. Từ những quan hệ chằng chịt nơi hậu trường, ông rời chính phủ sang Đông Dương làm Toàn quyền. Dưới thời cai trị của ông, Đông Dương lần đầu tiên trở thành thuộc địa tạo ra lợi nhuận cung ứng cho Pháp chứ không cần rót tiền sang đầu tư, nhưng cái giá phải trả chính là sự đau khổ của người Việt Nam, khi mà Doumer đã tăng cường đánh thuế, bóc lột triệt để các nguồn lực ở thuộc địa để lấy đó làm lợi nhuận cho chính quốc Pháp

### Hoàn cảnh cá nhân

#### Khởi nguyên khiêm tốn và khó xác thực
Joseph Athanase Doumer sinh ngày 22 tháng 3 năm 1857 tại Aurillac, thuộc Cantal. Khi khai thủy sự nghiệp sinh nhai, Doumer sử dụng danh tự của tổ phụ là Paul (thành viên trung thành của Đảng Cộng hoà) nhiều hơn tên thực của mình.
Ông rửa tội tại nhà thờ Công giáo Notre-Dame-aux-Neiges d'Aurillac, ông có hai chị gái: Renée (sinh năm 1854) và Thérèse (sinh năm 1855). Lương thấp của cha khiến điều kiện sống của gia đình trở nên khó khăn và ông sống trong căn hộ cho công nhân
Nguồn gốc và xuất thân gia đình của ông rất khiêm tốn. Giấy khai sinh cho biết ông là con của Jean Doumer-công tác trong ngành đường sắt, và Victorine David-thất nghiệp.
Trong cuốn sách viết về tiểu sử Paul Doumer vào năm 2013, Amaury Lorin cho rằng Jean Doumer, khi Paul được sinh ra, là một nhân viên lưu động của ngành đường sắt d'Orléans: với tư cách là người lắp đặt đường ray, ông tham gia xây dựng tuyến đường ray Paris-Aurillac. Vào tháng 11 năm 1857, nhiệm vụ của Jean Doumer đã hoàn thành, gia đình rời Aurillac đến Paris, giống như nhiều gia đình lao động khác ở Cantal. Gia đình định cư ở Thị trấn Montmartre. Amaury Lorin chỉ ra rằng một tháng sau khi đến vùng Paris, vào tháng 12 năm 1857, Jean Doumer tử vong chưa rõ lý do; các nguồn khác đoán đó là do một sự cố công nghiệp. Từ đó trở đi, để đảm bảo sự sinh tồn của gia đình, Victorine Doumer khai thủy đảm nhiệm nghề người giúp việc và thợ may, và sẽ chuyển đến Belleville.
Vào những năm 2010, Jean-Michel Miel và học giả phả hệ Béatrice Rousseau thực thi nghiên cứu và đưa ra một kết quả bất đồng với quan niệm cũ. Phụ thân trên thực tế của Paul Doumer là Jean Doumerg (xuất sinh năm 1821 tại Camburat, thuộc Lot), hướng dẫn viên du lịch ở Castelnau (Lot) cho đến khi ông từ nhiệm năm 1854, sau đó hợp tác làm ăn và liên hệ với các khởi nghiệp gia trong lĩnh vực công trình đường bộ địa phương Lot (Rót). Kết quả nghiên cứu phản đối những thông tin xưa nay trên báo chí, phụ thân không tử vong mà bỏ rơi gia nhân, điều này khiến Bik-tô-rin Đe-bid (Victorine David) chuyển đến Paris cùng ba hài tử. Chan Đu-ma-gu (Jean Doumerg) tiếp tục công tác làm con đường địa phương cho đến năm 1858, và sau đó di cư đến Paris, nơi ông là một nhà khảo sát số lượng. Toà án phán quyết vắng mặt ông vào năm 1873 vì tham gia Công xã. Trở về thủ đô sau khi đại xá, ông tử vong tại quận 17 (Paris) vào năm 1893
Paul Doumer tiến hành tìm hiểu về tổ tiên của mình vào năm 1877 và đặt giả thiết Jean Doumerg mới là cha mình. Trong sự nghiệp sinh nhai, ông vẫn làm người ta mơ hồ về khởi nguyên của mình do sự trung thành với phụ thân Doumerg.

#### Thời đi học và có chỗ đứng trong xã hội
Paul Doumer học trường tiểu học dành cho nam sinh trên phố Ramey, nằm ở Quận 18, Paris. Ông ta không được nhận học bổng, chỉ có khoảng 4.000 nhân tài sau đó đủ tư cách nhận ân huệ. Là một trong những học sinh giỏi nhất ở quận Montmartre, ông nhận chứng chỉ học tập sơ đẳng (CHS) vào năm 1870.
Năm mười hai tuổi, do tình hình tài chính của gia đình, anh phải từ bỏ việc học để học việc; sau đó ông là một trong những thiếu niên Pháp hiếm hoi có ân huệ từ loại học này. Trong sáu năm, ông ta làm nghề chuyển phát nhanh, sau đó là một công nhân điêu khắc trong một nhà máy huy chương ở Paris. Song song, anh truy cầu các khoá học nghiên cứu tự do tại trường giáo dục thường xuyên tại Trường Kỹ nghệ Quốc gia Pháp. Ông đặc biệt hứng thú đến số học, hóa học, tiếng Latin và tiếng Hy Lạp. Năm 1876, ông có tú tài khoa học với nhiều lời khen ngời.

## Làm Toàn quyền Đông Dương
Paul Doumer giữ chức Toàn quyền Đông Dương từ 1897 đến 1902. Dưới thời Toàn quyền Paul Doumer, chính sách thuộc địa của Pháp tại Việt Nam bước sang một bước ngoặt mới.
Paul Doumer là một người mang lại nhiều thay đổi lớn trong chính sách thuộc địa của Pháp. Từ lúc nhậm chức, ông đã đặt guồng máy chính quyền và các cơ sở khai thác kiên cố cho đến năm 1945. Ông chủ trương biến chế độ bảo hộ thành chế độ thực trị, chấm dứt chủ quyền và thống nhất của Việt Nam, chia cắt ba miền Việt Nam thành Bắc - Trung - Nam Kỳ để dễ cai trị. Doumer tập trung quyền hành vào chức vụ Toàn quyền, để triều đình nhà Nguyễn đóng cửa Nha Kinh lược sứ Bắc kỳ, giao chức Kinh lược sứ, một chức quan trong triều đình Huế, cho Thống sứ Bắc kỳ lúc bấy giờ là Fourès.
Ông tổ chức khai thác triệt để các tài nguyên của các nước trong Liên hiệp Đông Pháp, biến Đông Dương thành một thị trường cho kỹ nghệ và thương mại của thực dân Pháp, và cùng lúc thành lập nơi đây một tiền đồn kinh tế và quân sự vững chắc của thực dân Pháp tại toàn cõi Viễn Đông.
Doumer chính là người ủng hộ mạnh mẽ cho việc xây tuyến đường sắt xuyên Đông Dương và nối với tỉnh Vân nam của Trung quốc. Ông sốt sắng tới mức báo chí Pháp mỉa mai gọi Doumer và thuộc cấp là "Những người theo chủ nghĩa đường sắt". Toàn quyền Doumer đích thân chỉ đạo quy hoạch, thiết kế và thường xuyên đôn đốc xúc tiến công trình đầy khó khăn kéo dài nhiều năm, tới 1937 mới hoàn thành. Paul Doumer cho mở mang cảng Hải Phòng làm đầu cuối của tuyến đường sắt nối vùng cao Tây Nam Trung Quốc với duyên hải Bắc Bộ Việt Nam.
Ông cho lập một số nhà máy điện. Dưới nhiệm kỳ ông, Hà Nội trở thành thành phố đầu tiên ở Đông Dương có phố xá được chiếu sáng bằng ánh điện (cho dù tới năm 1954, công suất của Nhà máy điện Yên Phụ cũng chưa tới 5000KW). Tên ông được đặt cho một cây cầu ở Hà Nội, ông là người chính thức quyết định xây dựng cầu này, về sau đổi tên là cầu Long Biên. Cầu Long Biên là một công trình lớn (trước 1945 là cầu dài nhất cõi Đông Dương), tạo thêm một nét đặc trưng cho Hà Nội. Ông khuyến khích nhập giống cây cao su, lập nên những đồn điền lớn do người Pháp làm chủ, tạo nguồn hàng xuất khẩu.
Ông nhanh chóng đồng tình kiến nghị của bác sĩ Yersin, người khám phá ra cao nguyên Langbian, lập thành phố Đà Lạt.

### Nhận định
Nhìn chung, dưới thời Doumer, hệ thống hạ tầng cơ sở tại Đông Dương được kiến thiết rất nhiều, nhưng cái giá phải trả là người dân Việt đã phải chịu sưu thuế rất nặng để phục dịch và chu cấp cho việc này. Năm 1897, chỉ trong vài tuần lễ sau khi Doumer nắm quyền, một cơn mưa các loại thuế ập xuống người Việt Nam: Tăng thuế thân và thuế địa ốc, thuế đăng ký sắc phong của các quan, thuế diêm, thuế quế, thuế giấy có đóng dấu, thuế muối, thuế rượu, thuế đi thuyền trên sông, giấy phép đốn gỗ, thuế thuốc lào, thuế cau, thuế củi, thậm chí cả thuế rơm thuế rạ để lợp những căn lều tranh... Sự đau khổ, khốn cùng của người Việt ngày càng trầm trọng thêm.
Dưới thời Doumer, 3 sắc thuế được đẩy mạnh hết mức là thuốc phiện, muối và rượu. Của cải bòn rút từ người dân qua 3 sắc thuế ấy đóng vào ngân sách thuộc địa tăng từ 20 triệu đồng Đông Dương năm 1899 lên 33 triệu năm 1902, rồi vọt lên 42 triệu năm 1911. Ở Trung Kỳ, thuế thân và thuế ruộng đất trước ngày Doumer tới Việt Nam nhậm chức mới là 83.000 đồng, sau đó vọt lên 2 triệu năm 1899 - năm thứ 2 nhiệm kỳ toàn quyền. Ở Bắc Kỳ, 2 sắc thuế ấy cũng tăng nhanh, đạt gần 5 triệu năm 1907. Trong khi đó, mọi loại thuế má người Pháp làm việc tại Đông Dương phải đóng góp vào ngân sách vỏn vẹn có 9.000 đồng Pháp giành độc quyền buôn bán 3 mặt hàng quan trọng nhất là gạo, muối và rượu. Nguyễn Ái Quốc đã nhận xét: "Nói đến các món độc quyền, người ta có thể hình dung Đông Dương như một con nai béo mập bị trói chặt và đương hấp hối dưới những cái mỏ quặp của một bầy diều hâu rỉa rói mãi không thấy no".
Thuốc phiện là mặt hàng được Pháp công khai buôn bán, khuyến khích người Việt sử dụng chứ không bị cấm như ở chính quốc. Lợi nhuận từ thuốc phiện đã đóng góp tới 25% vào ngân sách của Pháp ở Đông Dương. Tổng ngân sách năm 1905 là 32 triệu đồng Đông Dương, trong số này nguồn thu từ độc quyền bán thuốc phiện là 8,1 triệu. Tính đến năm 1900 thì lợi nhuận Pháp thu được từ thuốc phiện đạt hơn phân nửa số tiền thu nhập của toàn Liên bang Đông Dương.
Về thuế ruộng đất (thuế điền thổ), từ năm 1897, Toàn quyền Đông Dương đã nhiều lần cho điều chỉnh lại theo 4 hạng điền, 6 hạng thổ (đất). Mức thuế chủ yếu là tăng lên, kèm với những khoản phụ thu, nhưng diện tích làm căn cứ tính mẫu, sào lại điều chỉnh giảm xuống. Ví dụ: Theo quy định từ thời Tự Đức (1847-1883), mỗi mẫu Việt nam là 4.970 m2. Năm 1897, ở Bắc kỳ, Pháp quy định mỗi mẫu chỉ có 3.600 m2, vì vậy thuế phải nộp thực tế tăng lên, có khi đến 2-3 lần. Thực dân Pháp và giáo hội Thiên Chúa giáo cũng tăng cường chiếm hữu đất đai để khai thác nông nghiệp. Ở Bắc Kì, tính đến năm 1902, người Pháp đã chiếm hữu 182.000 héc ta đất trong đó có 50.000 héc ta ở các vùng trù phú nhất.
Quân Pháp dưới quyền P. Doumer cũng duy trì các vụ trấn áp, hành hình những người Việt chống đối. Trong bức thư gửi về Pháp ngày ngày 1 tháng 1 năm 1898, 1 viên đại úy viết: "Vào hôm sau ngày xảy ra vụ manh động, (quân Pháp) cho chặt và bêu 54 cái đầu. Trong vài ngày tiếp theo, người ta đã hành hình 200 người An Nam, trong số đó có cả những đứa nhóc 14 tuổi, với cái tội là đã làm rối giấc ngủ của những vị quan cai trị của chúng ta... Tất cả những điều này thật đáng nôn mửa"
Việc Doumer năng nổ thúc đẩy công việc xây dựng tại thuộc địa còn nhằm mưu lợi cho cá nhân ông ta. Doumer từng là thành viên HĐQT Tổng Công ty Điện lực Pháp CGE, ông được sự ủng hộ của nhiều tập đoàn công nghiệp và giao thông vận tải, trong số này có Tập đoàn Eiffel cùng nhiều công ty nổi tiếng khác. Việc Doumer quan tâm đến việc mở đường sắt, làm cầu sắt, xây nhà máy điện tại Đông Dương đã giúp kiếm món lợi lớn cho các công ty hậu thuẫn ông ta, rồi đến lượt các ông chủ tư bản Pháp này sẽ lại hậu thuẫn Doumer tăng tiến trên con đường chính trị của ông ta.
Còn nếu nhìn từ góc độ về những đau khổ của người Việt thì sẽ thấy chính sách điều hành của P. Doumer khi xây dựng hệ thống giao thông thực chất chỉ nhằm phục vụ quá trình khai thác thuộc địa của Pháp thuận lợi hơn; việc mở mang các khu đô thị cũng là để thiết lập bộ máy cai trị của Pháp; hoàn toàn không vì lợi ích cho người bản xứ. Tiêu biểu như cầu Long Biên, những người ca tụng P. Doumer nào có biết đến bao nhiêu người Việt Nam đã phải bỏ mạng khi xây dựng cây cầu, như bài vè lưu truyền trong dân gian:
Lập mưu xây được cây cầu - Chế ra cái chụp để mà bơm lên
Bơm hết nước đến bùn đen - Người chết như rạ, phải len mình vào
Vỡ bơm nước lại chảy vào - Chết thì mặc chết, ai nào biết không"
Trên thực tế, P. Doumer đã tạo dựng cơ sở để khi chiến tranh thế giới thứ nhất nổ ra, nước Việt Nam nghèo đói phải oằn mình đóng góp của cải và hàng vạn sinh mạng cho chính sách "rồng Nam phun bạc, đánh đổ Đức tặc, phục vụ chiến thắng của mẫu quốc Pháp"
Trong Bản án chế độ thực dân Pháp, Hồ Chí Minh đã lên án sự tham lam và tàn nhẫn với người dân thuộc địa của Doumer bằng sự châm biếm sâu cay:
Trong cái kho đầy ắp những hình phạt để giáng vào đầu người bản xứ, có những khoản phạt tiền từ 200 đến 3.000 đồng. Không phải ông Đume không biết rằng người An Nam không bao giờ đóng nổi những khoản tiền to đến thế. Nhưng ông ta cứ muốn xoay tiền bằng bất cứ giá nào; nên con người khôn ngoan ấy đã dự kiến rằng có thể bắt làng xã phải chịu trách nhiệm (Điều 4)... Làng nào không biết ngăn ngừa một tội phạm, thì phải chịu trách nhiệm về tội phạm ấy. Cái điều 4 này quả là một mánh khoé ác nghiệt, bởi vì chỉ cần những tay chân của bọn chủ bao thầu thuế - những tay chân đó được thuê tiền để phát giác càng nhiều vụ vi phạm càng hay - khai rằng làng sở tại chẳng hề làm gì để ngăn chặn vụ vi phạm, thế là đủ (để cả làng phải chịu phạt tiền).

## Các hoạt động chính trị khác
Gia đình Doumer được ngợi ca về lòng yêu nước. Ông có năm con trai thì bốn người chiến đấu và chết trong chiến tranh thế giới thứ nhất. Bản thân Paul Doumer là Quốc vụ khanh, thành viên Hội đồng Chiến tranh do đích thân Tổng thống Pháp chủ trì. Ông làm chủ tịch Ủy ban kinh tế của Hội đồng này.

## Tổng thống
Ông trúng cử chức Tổng thống Cộng hòa Pháp ngày 13 tháng 5 năm 1931, nhậm chức ngày 13 tháng 6 năm 1931. Sau đó chưa đầy 1 năm, Doumer bị một kẻ lưu vong người Nga bị rối loạn thần kinh là Paul Gorgulov ám sát vào ngày 6 tháng 5 năm 1932 tại Paris. Ông chết bởi vết thương vào ngày hôm sau, lúc 4 giờ 37 sáng 7 tháng 5 năm 1932.

## Sự nghiệp chính trị
- 1888-1891: Nghị sĩ Aisne (khu vực bầu cử Laon, Đảng cấp tiến)
- 1891-1895: Nghị sĩ Yonne (khu vực bầu cử Auxerre)
- 1902-1910: Nghị sĩ Aisne (khu vực bầu cử Laon)
- 1912-1931: Thượng nghị sĩ Corse

Chức vụ
- 1895-1896: Bộ trưởng bộ Tài chính
- 1897-1902: Toàn quyền Đông Dương
- 1905-1906: Chủ tịch Hạ viện
- 1921-1922: Bộ trưởng bộ Tài chính
- 1925-1926: Bộ trưởng bộ Tài chính
- 1927-1931: Chủ tịch Thượng nghị viện (Sénat)
- 1931-1932: Tổng thống Cộng hòa Pháp

|  | Các tổng thống Cộng hòa Pháp |

| 18 | 48                       | 18                       | 52 | 18 | 71             | 18             | 73                   | 18                   | 79          | 18          | 87          | 18          | 94                  | 18                  | 95          | 18          | 99 |
|    | Louis-Napoléon Bonaparte | Louis-Napoléon Bonaparte | –  | –  | Adolphe Thiers | Adolphe Thiers | Patrice de Mac-Mahon | Patrice de Mac-Mahon | Jules Grévy | Jules Grévy | Sadi Carnot | Sadi Carnot | Jean Casimir-Perier | Jean Casimir-Perier | Félix Faure | Félix Faure |    |

| 18 | 99           | 19           | 06               | 19               | 13               | 19               | 20             | 19             | 20                  | 19                  | 24               | 19               | 31          | 19          | 32            | 19            | 40 | 19 | 47 |
|    | Émile Loubet | Émile Loubet | Armand Fallières | Armand Fallières | Raymond Poincaré | Raymond Poincaré | Paul Deschanel | Paul Deschanel | Alexandre Millerand | Alexandre Millerand | Gaston Doumergue | Gaston Doumergue | Paul Doumer | Paul Doumer | Albert Lebrun | Albert Lebrun | –  | –  |    |

| 19 | 47             | 19             | 54        | 19        | 59                | 19                | 69               | 19               | 74                       | 19                       | 81                  | 19                  | 95             | 20             | 07              | 20              | 12                | 20                | 17              | ...             |  |
|    | Vincent Auriol | Vincent Auriol | René Coty | René Coty | Charles de Gaulle | Charles de Gaulle | Georges Pompidou | Georges Pompidou | Valéry Giscard d'Estaing | Valéry Giscard d'Estaing | François Mitterrand | François Mitterrand | Jacques Chirac | Jacques Chirac | Nicolas Sarkozy | Nicolas Sarkozy | François Hollande | François Hollande | Emmanuel Macron | Emmanuel Macron |  |